# Greatest Hits (album de Richie Rich)
Pour les articles homonymes, voir Greatest Hits.
Albums de Richie Rich
Seasoned Veteran
(1996) The Game
(2000)
Greatest Hits est une compilation de Richie Rich, sortie le 25 avril 2000.
On y retrouve des morceaux du premier album du groupe 415, 41Fivin, ainsi que des titres du premier opus solo de Richie Rich, Don't Do It.

## Liste des titres
| No  | Titre                                                          | Contient un (des) sample(s) de                                              | Durée |
| --- | -------------------------------------------------------------- | --------------------------------------------------------------------------- | ----- |
| 1.  | Don't Do It                                                    | Outstanding du Gap Band                                                     | 4:05  |
| 2.  | Rodney the Geek                                                |                                                                             | 4:29  |
| 3.  | Female F.E.D.                                                  |                                                                             | 4:05  |
| 4.  | The Mic Is Mine                                                | La Di Da Di de Doug E. Fresh et Slick Rick                                  | 4:27  |
| 5.  | Tic Tac (featuring D-Loc)                                      |                                                                             | 0:58  |
| 6.  | Media Hype (featuring D-Loc)                                   |                                                                             | 4:14  |
| 7.  | Together                                                       |                                                                             | 3:32  |
| 8.  | Snitches & Bitches                                             | Haboglabotribin' de Bernard Wright Friends de Whodini                       | 4:42  |
| 9.  | Lifestyle as a Gangsta (featuring D-Loc)                       | Slippin' Into Darkness de War So Wat Cha Sayin' d'EPMD                      | 3:36  |
| 10. | 415                                                            |                                                                             | 5:43  |
| 11. | 5 MC's (featuring D-Loc)                                       | La Di Da Di de Doug E. Fresh et Slick Rick Dana Dane With Fame de Dana Dane | 3:52  |
| 12. | Side Show (featuring D-Loc)                                    | Sideshow de Blue Magic Sunshine d'Earth, Wind and Fire                      | 3:50  |
| 13. | Ruthless Is Reality (featuring D-Loc, Brotha Broski et Icee B) |                                                                             | 5:45  |
| 14. | Making Records                                                 |                                                                             | 4:05  |